# Findorffstraße (Bremen)

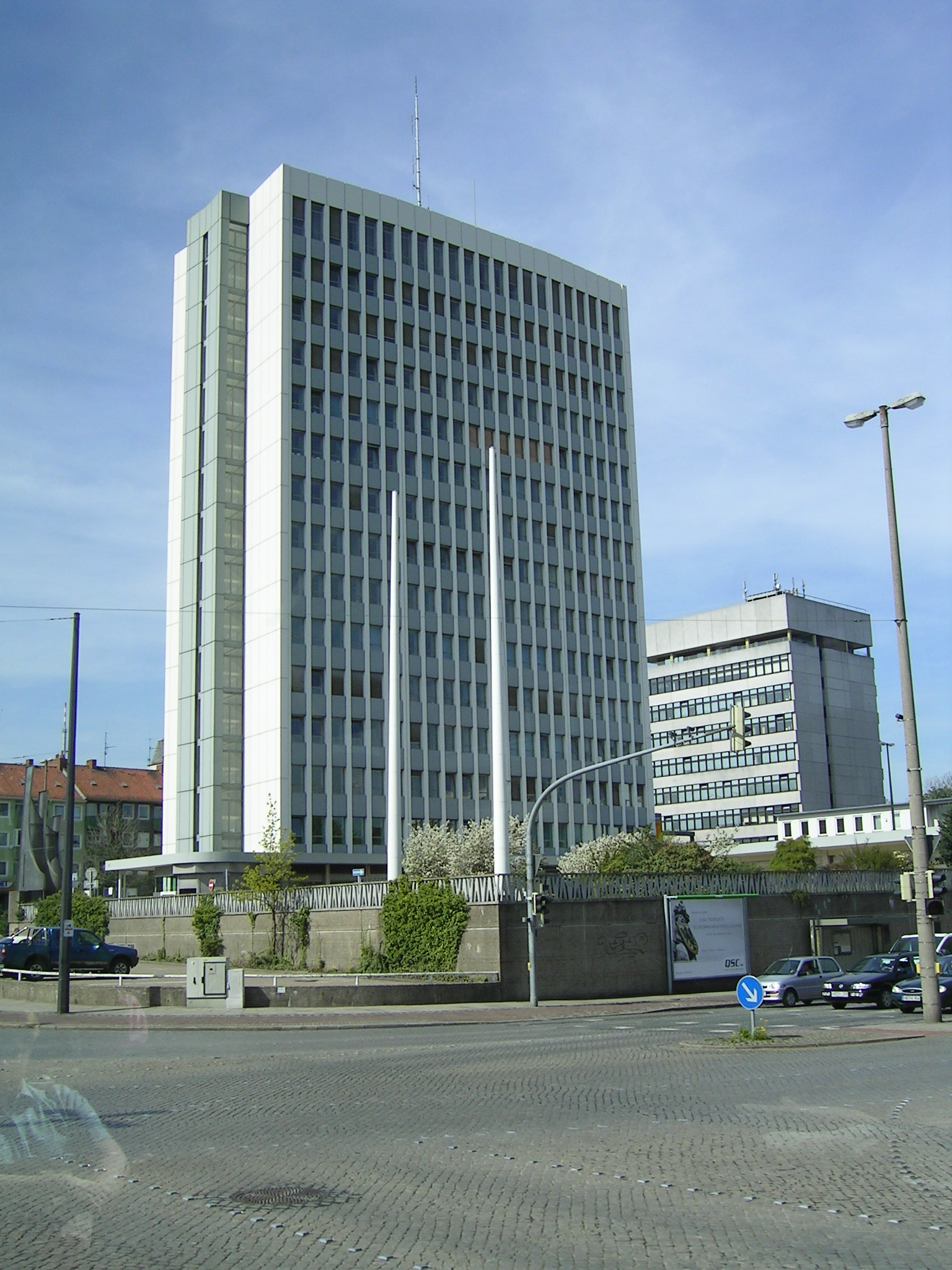
Bundeswehrhochhaus, Beginn der Findorffstraße

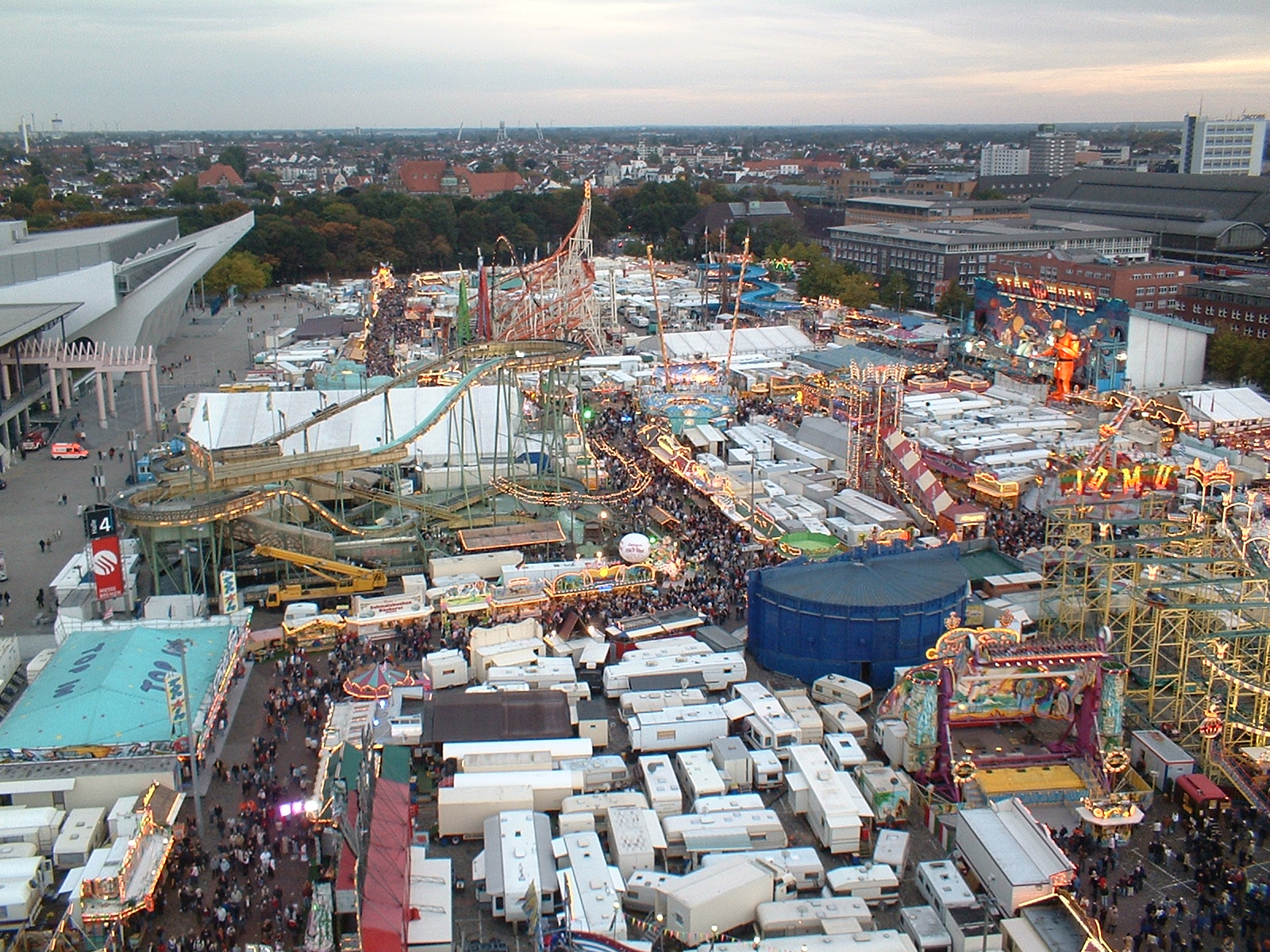
Bürgerweide mit Freimarkt

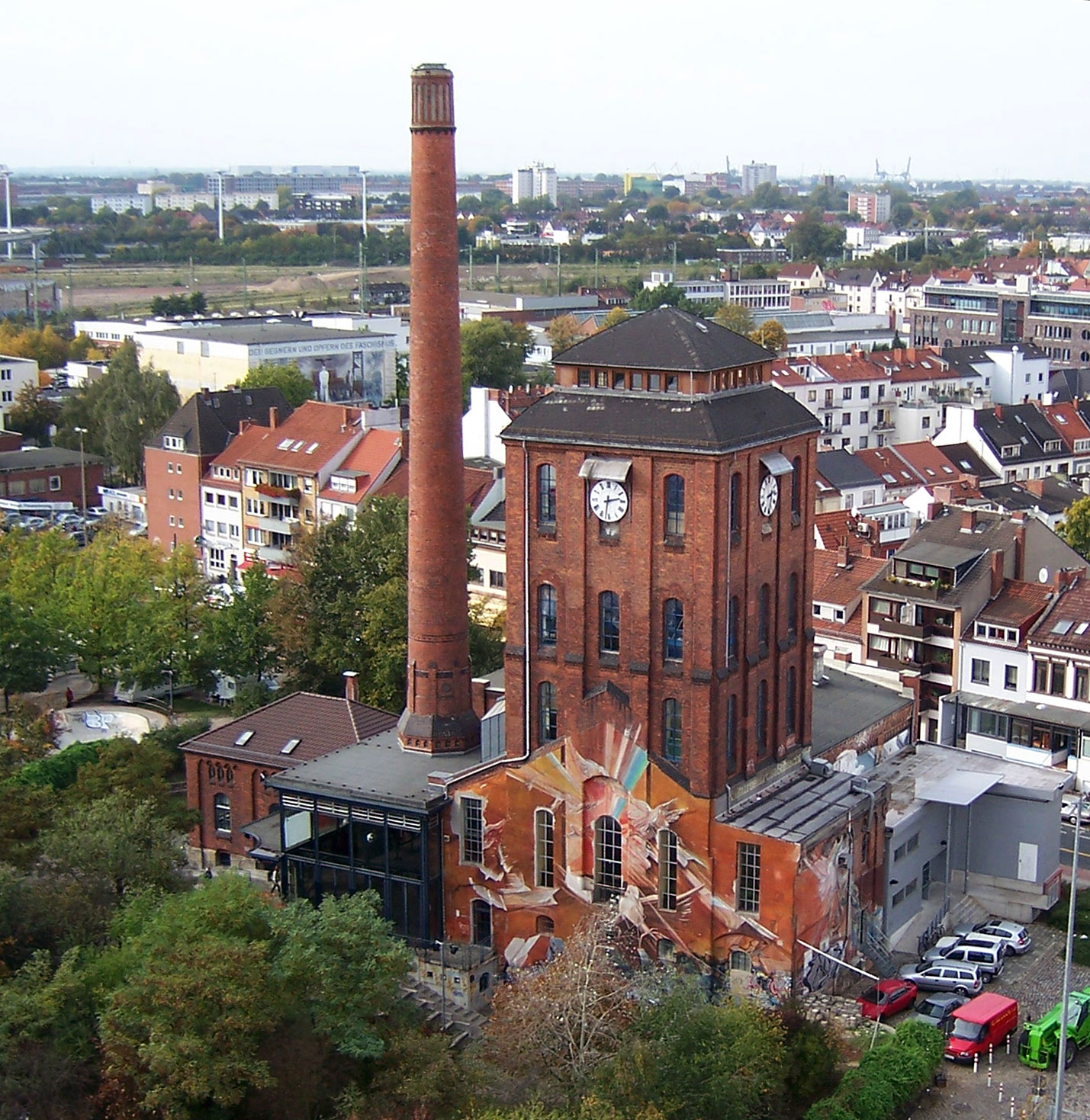
Nr. 51: Kulturzentrum Schlachthof

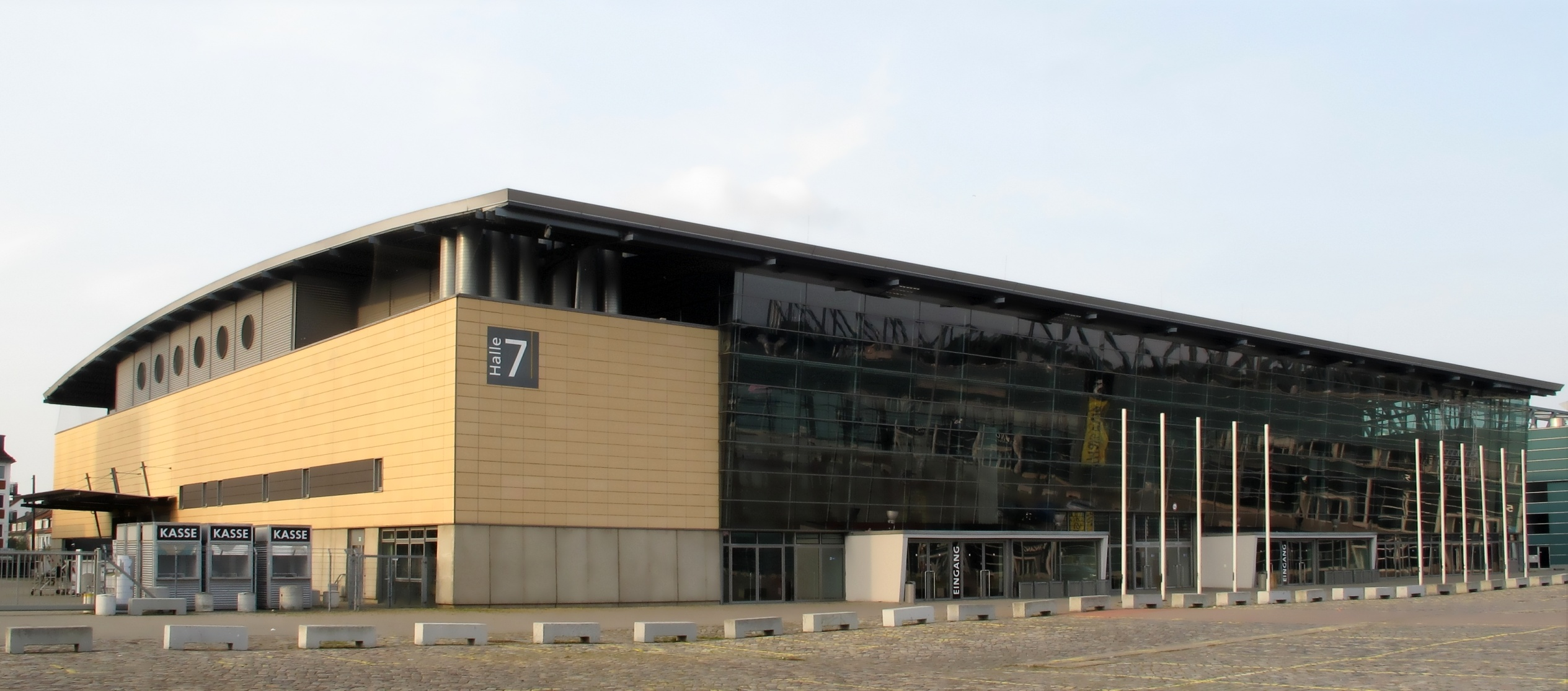
Messehalle 7

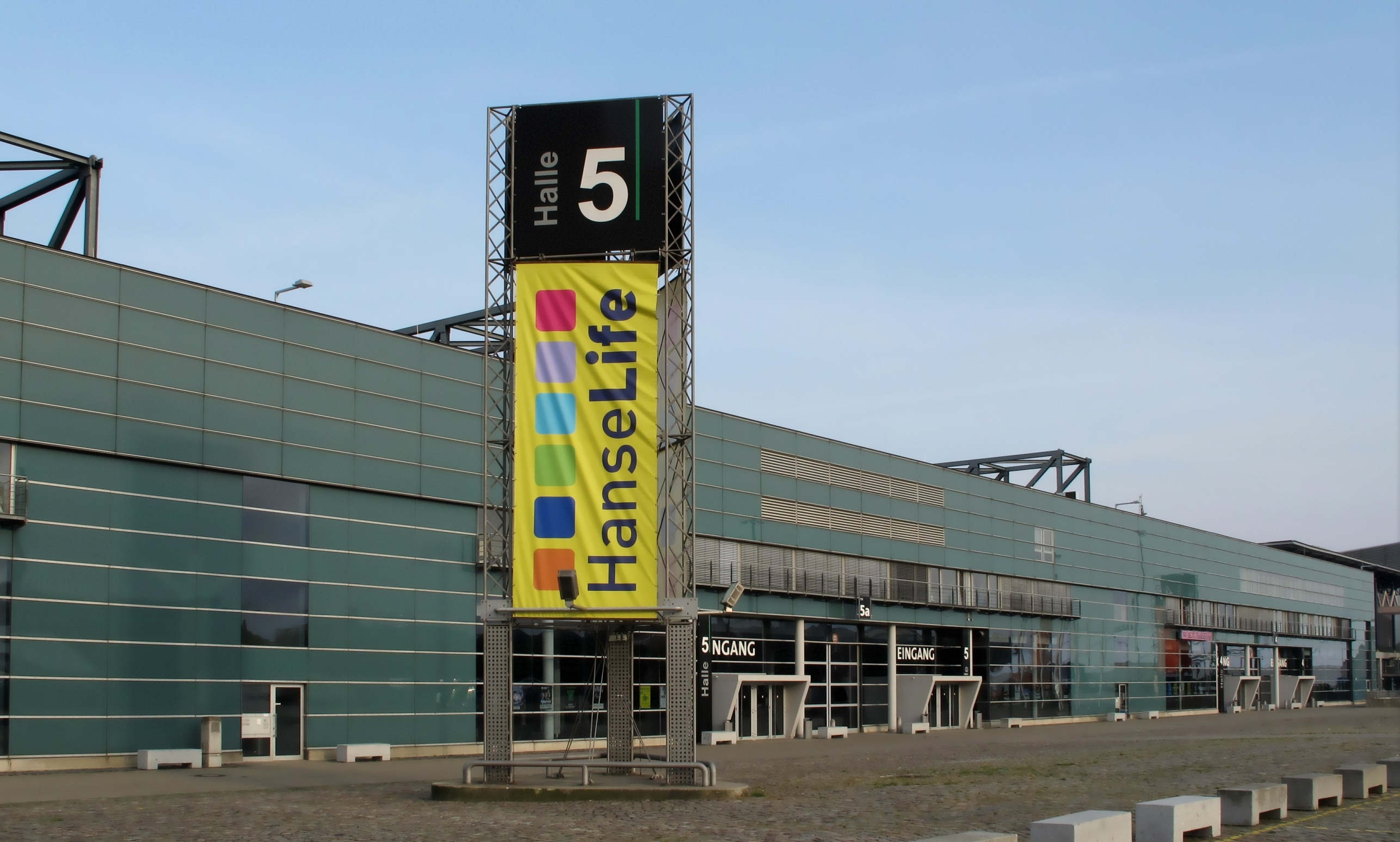
Messehallen 4 und 5

Die Findorffstraße ([fɪndɔɐ̯fʃtʁasə] ) ist eine zentrale Erschließungsstraße in Bremen-Findorff, Ortsteile Findorff-Bürgerweide und etwas im Stadtteil Bremen-Mitte. Sie führt in Südwest-Nordost-Richtung von der Falkenstraße bis zur Findorffallee/Eickedorfer Straße und Hollerallee.
Die Querstraßen und Anschlussstraßen wurden benannt u. a. als Falkenstraße von 1859 nach dem Vogel, Breitenweg als besonders breite im 19. Jh. angelegte Straße, Friedrich-Rauers-Straße 1965 nach dem Wirtschaftshistoriker und Archivar (1879–1954), Plantage von 1860 nach dem Ausflugslokal Bluhms Plantage, Admiralstraße nach dem Admiral als Marinerang, Theodor-Heuss-Allee nach dem Journalisten, Politiker (FDP) und ersten Präsidenten der Bundesrepublik Deutschland Theodor Heuss (1884–1963), Goesselstraße nach dem Kapitän Kurt von Goessel (1852–1895), Brandtstraße von 1875 und 1906 nach dem Sparkassendirektor und Politiker Wilhelm Brandt (1818–1888), Sommerstraße nach der Jahreszeit, Buddestraße von 1904 nach dem preußischen Eisenbahnminister und Generalmajor Hermann von Budde (1851–1906), Grünbergstraße nach dem Vorsitzenden der Eisenbahnarbeiter-Pensionskasse, Thielenstraße nach dem Politiker, Chef des Reichseisenbahnamtes und preußischen Minister der öffentlichen Arbeiten Karl von Thielen (1832–1906), Eickedorfer Straße nach dem Ort Eickedorf (niederdeutsch Eekdorp, Eicke = Eiche) in Gemeinde Grasberg, Hollerallee nach dem Kaufmann und Förderer des Bremer Bürgerparks Hermann Holler (1818–1868) und Findorffallee nach dem Stadtteil; ansonsten siehe beim Link zu den Straßen.

## Geschichte

### Name
Die Findorffstraße wurde nach dem Stadtteil benannt und dieser nach Jürgen Christian Findorff (1720–1792), der die Kolonisierung des Teufelsmoores entscheidend voran trieb.

### Entwicklung
Der Kuhgraben, ein quer zur Wümme verlaufender Kanal, umfasste in seinem Verlauf im Mittelalter u. a. auch die Findorffstraße. 2007 wurde am heutigen Südende des Kuhgrabens eine Anlegestelle für touristische Bootsfahrten eingerichtet.
1875 hatte Findorff 2500 Einwohner. Seit 1893 wurde das Gebiet Bahnstrecke, Münchener Straße, Hemmstraße, Neukirchstraße und Findorffstraße mit ein- und zweigeschossigen Häusern bebaut. Im Zweiten Weltkrieg wurden hier sehr viele Häuser zerstört. Die Straße ist durch die Nachkriegsbauten geprägt.
Ab 2016 fanden an der Straße und dem Kanal Sanierungen statt, die wegen eines Baufehlers bis 2019 andauerten.

### Verkehr
Im Nahverkehr in Bremen durchfährt die Buslinie 25 (Weidedamm-Süd ↔ Osterholz) teilweise die Straße.

## Gebäude und Anlagen
An der Straße stehen zumeist drei bis fünfgeschossige Gebäude, viele aus der Nachkriegszeit.
Erwähnenswerte Gebäude und Anlagen
- Ecke Falkenstraße 45: 15-gesch. Bundeswehrhochhaus von 1968  nach Plänen von Willi Bornemann, Oberbaurat der Oberfinanzdirektion Bremen, ehemaliger Sitz des Kreiswehrersatzamtes Bremen
- Breitenweg 53: 7-gesch. Geschäfts- und Bürogebäude der 1970er Jahre
- Friedrich-Rauers-Straße 22:5-gesch. Bürogebäude der 1960er Jahre
- Findorfftunnel unter der Bahnstrecke Bremen–Bremerhaven
- Findorffstraße 22/24: 1-gesch. privates Bremer Rundfunkmuseum von 1978 auf 400 m² Ausstellungsfläche mit ca. 700 Exponate
- Nr. 11: 7-gesch. Bürogebäude der Stadtwerke Bremen (swb AG)
- Ecke Theodor-Heuss-Allee 20
  - 5-gesch. Neubau der Hauptverwaltung der swb AG von 1990 mit Sockelgeschoss nach Plänen von Manfred Schomers und Rainer Schürmann
  - 5-gesch. umgebauter, verklinkerter Altbau von um 1930 mit Mansarddach und Rundbau im Innenhof
- 28–32: 6-gesch. Hotel von um 2016 mit runder Eckausbildung zur Admiralstraße
- Bürgerweide als Veranstaltungsfläche u. a. den Bremer Freimarkt und die Osterwiese, der Bremer Flohmarkt und sonst Parkplatz; an Rande zur Findorffstraße stehen:
  - Nr. 51: 5-gesch. verklinkertes Gebäude von 1892 mit Kulturzentrum Schlachthof, 1-gesch. Kesselhalle der Industriearchitektur und 2-gesch. neuer Anbau um den Schornstein
  - 4-gesch. Messehalle 7 des Messe- und Veranstaltungszentrum Bremen
  - Nr. 101/103: 4-gesch. Messehallen 4 bis 6 mit Bürotrakt der Wirtschaftsförderung Bremen GmbH von 1997 nach Plänen von Gert Schulze[1] und Parkhaus
- Nr. 68 bis 114: 4-gesch.  Wohn- und Geschäftshäuser von nach 1960, wobei zwei Querstraßen zur Findorffstraße hin überbaut wurden

Gedenktafeln

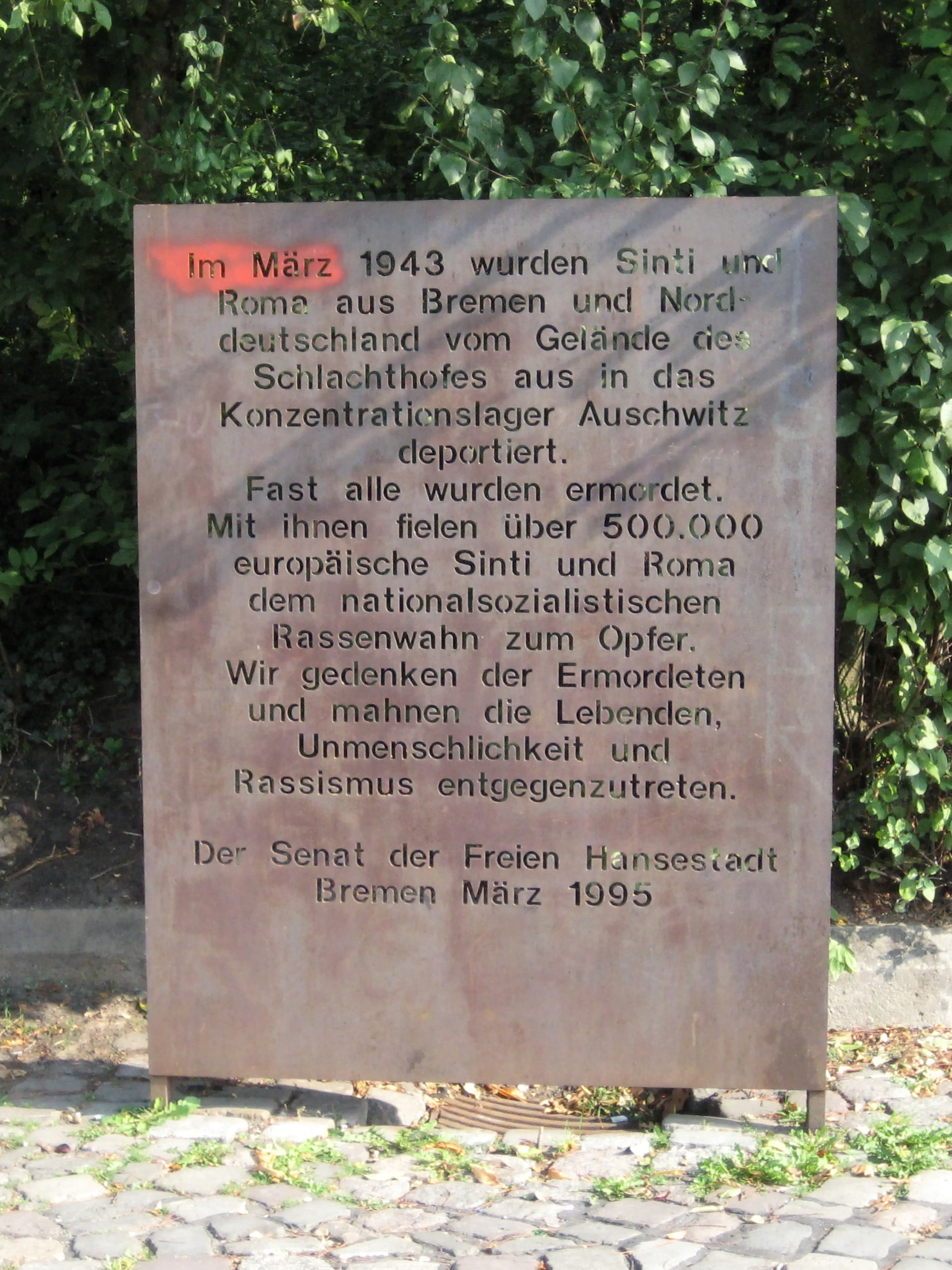
Gedenktafel beim Kulturzentrum Schlachthof

- Gedenktafel von 1995 zur Erinnerung an den Völkermord an Sinti und Roma